# Donji Grad
Donji Grad – dzielnica Zagrzebia, stolicy Chorwacji. Zlokalizowana jest w centralnej części miasta, ma 45 108 mieszkańców (rok 2001).
Donji Grad graniczy z następującymi dzielnicami: od północy – Gornji Grad – Medveščak, od wschodu – Maksimir i Peščenica – Žitnjak, od południa – Trnje, od zachodu – Trešnjevka – sjever i Črnomerec.

## Galeria

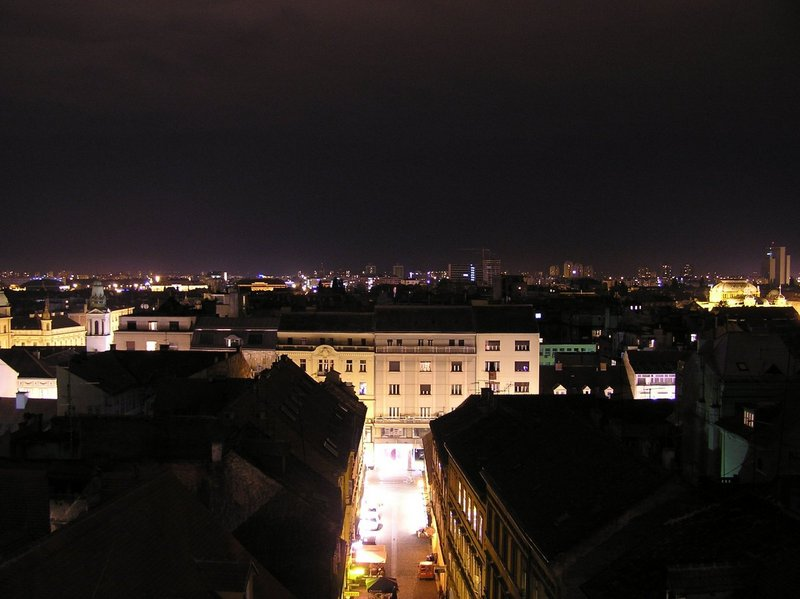
Donji Grad nocą